# Achalinus hainanus
Achalinus hainanus es una especie de serpientes de la familia Xenodermatidae.

## Distribución geográfica
Es endémica de Hainan (China).

## Estado de conservación
Se encuentra ligeramente amenazada por la pérdida de su hábitat natural.